# Martin-pêcheur géant
Megaceryle maxima
Espèce
Statut de conservation UICN

 LC  : Préoccupation mineure

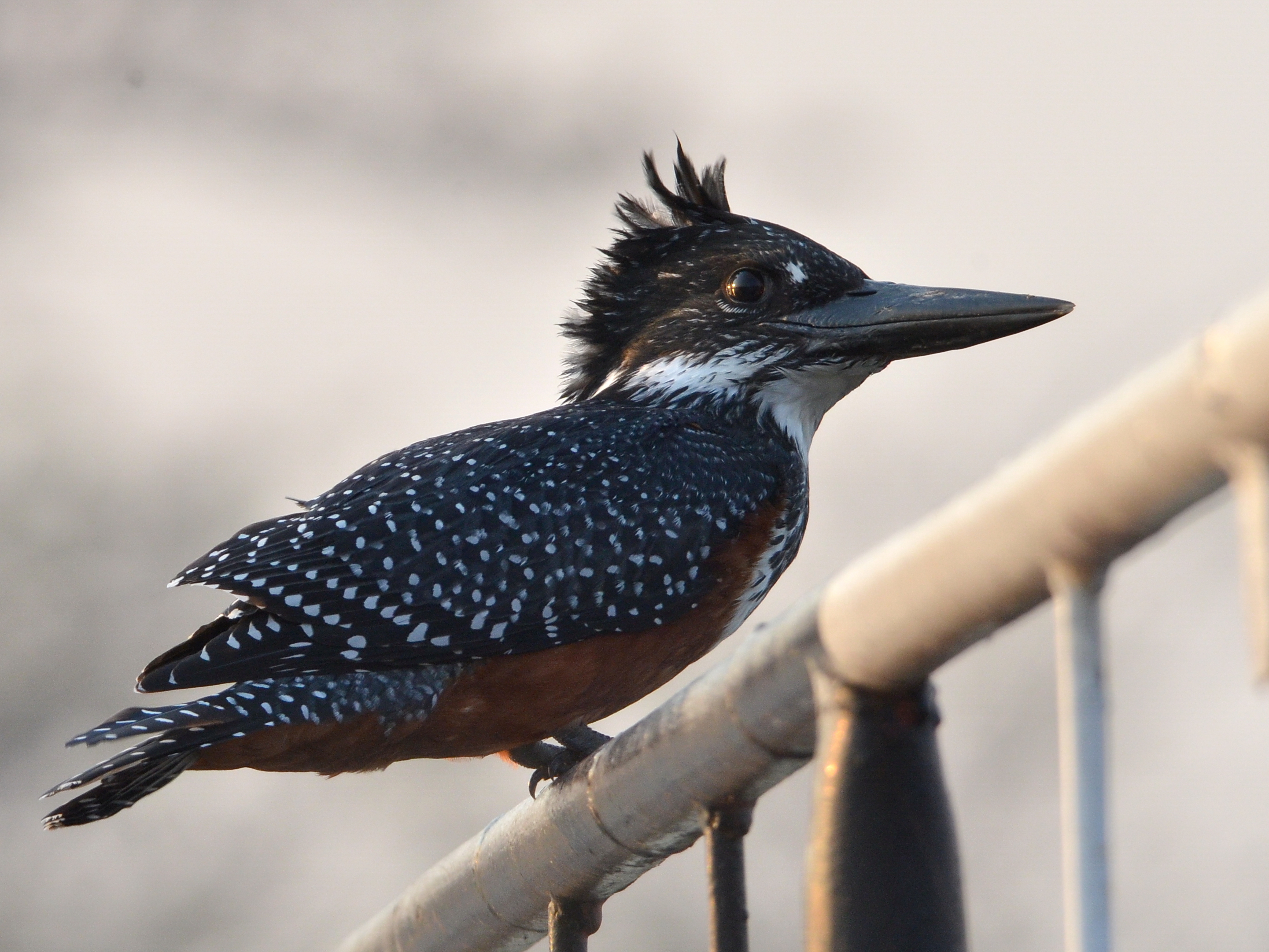
Megaceryle maxima en Zambie

Le Martin-pêcheur géant (Megaceryle maxima) est une espèce d'oiseaux de la famille des Alcedinidae.

## Répartition
Cet oiseau vit en Afrique subsaharienne.

## Taxonomie
Il comprend deux sous-espèces, M. m. maxima, qui vit dans les milieux ouverts, et M. m. gigantea, qui vit en forêt.
Il est très voisin du Martin-pêcheur d'Amérique (Megaceryle alcyon).

## Description

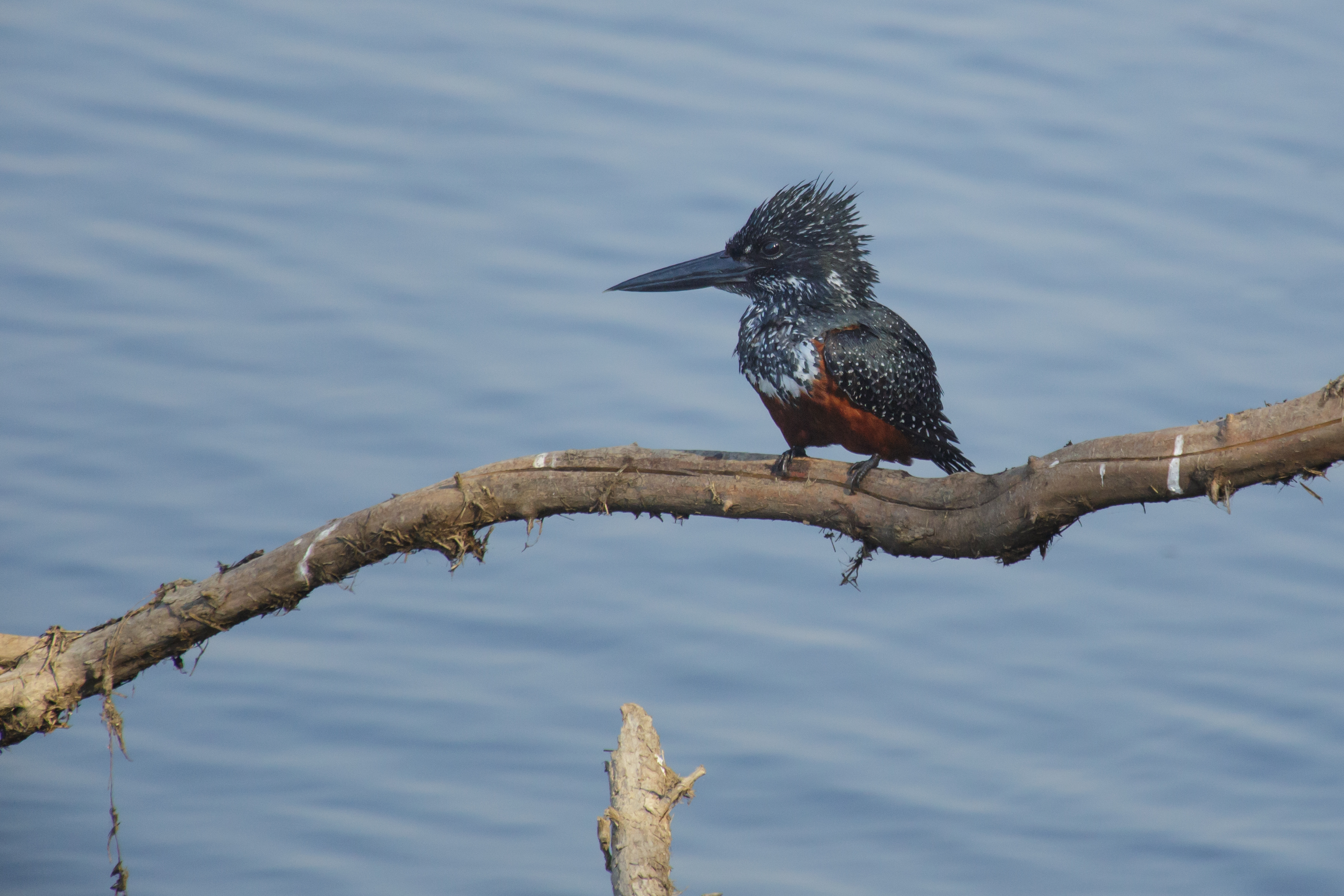
Martin-pêcheur géant en Zambie. Aout 2015.

Cet oiseau mesure de 42 à 48 cm de longueur. Il présente un dimorphisme sexuel. Le dessus de son plumage est noir ponctué de blanc. Le mâle présente un cou brun, des flancs barrés et le reste du dessous du corps blanc, la femelle a le cou noir tacheté de blanc et un ventre brun.

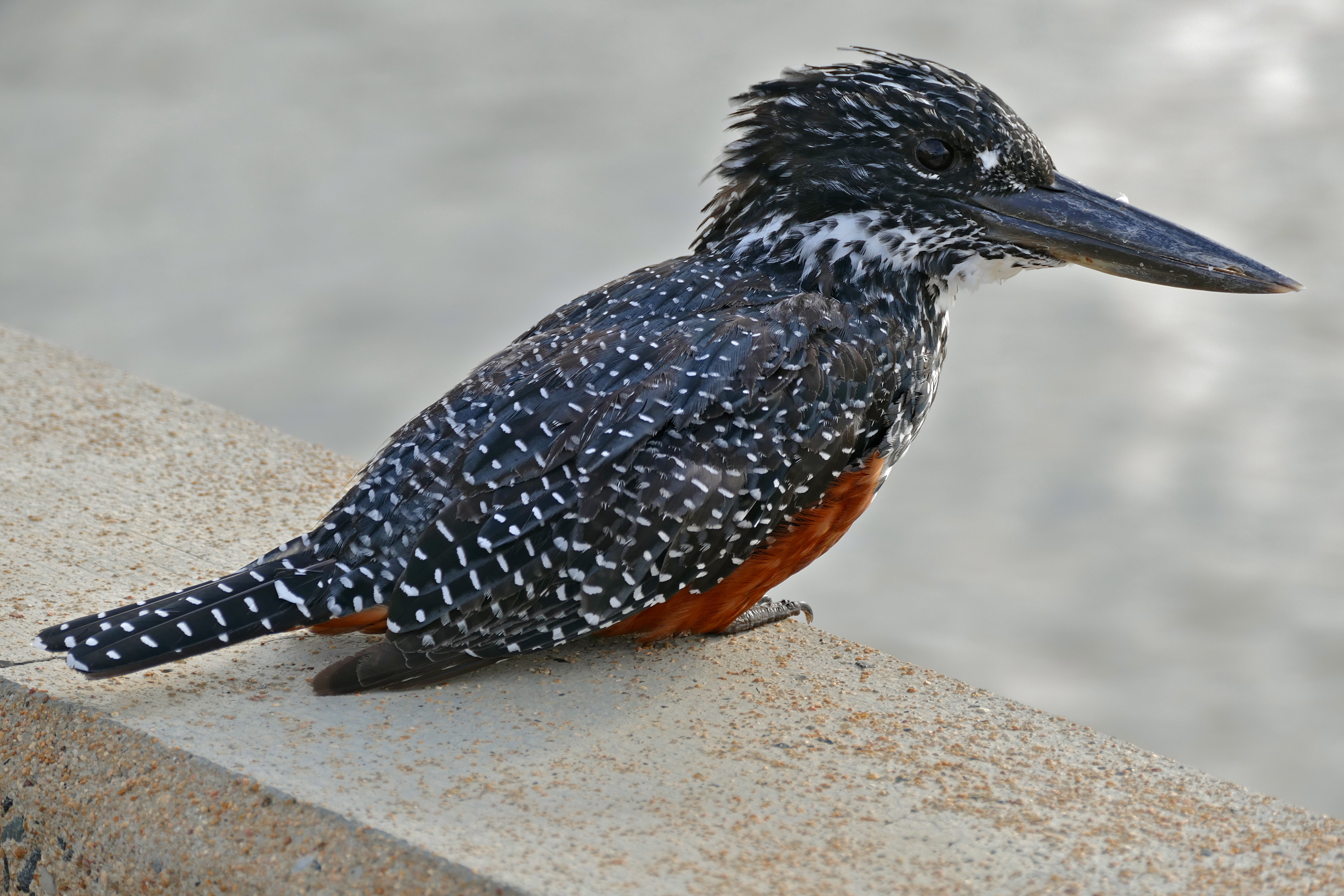
♀
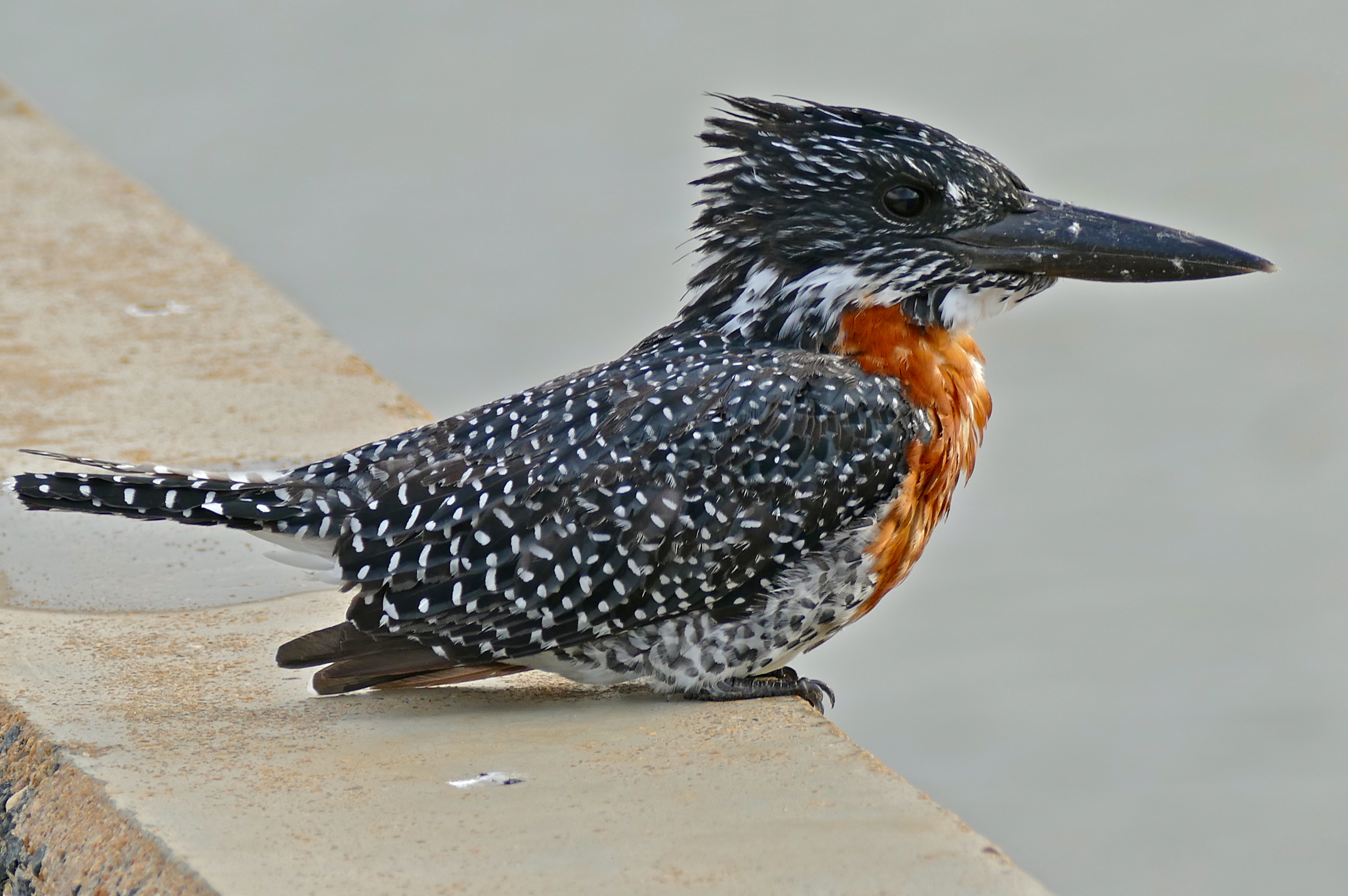
♂

## Écologie
Il fréquente le bord des cours d'eau et des lagunes en Afrique tropicale ; il est le pendant africain du martin-pêcheur d'Amérique en Amérique du Nord et du kookaburra en Australie.
Son cri est un rire fort et bruyant (comme chez le Kookaburra).
Il se pose sur des perchoirs d'où il pique sur ses proies.

## Alimentation
Son régime alimentaire est composé de poissons, d'amphibiens, de gros insectes et de crustacés.

## Reproduction
Comme le Martin-pêcheur d'Europe, il pond de 3 à 5 œufs, dans un tunnel creusé par les adultes dans une berge ou un talus. La saison de reproduction s'étale d'août à janvier.

## Conservation
Il semble que l'effectif de l'espèce ait décliné sous l'effet de l'usage de pesticides.